# Simplilearn
Simplilearn (/sɪmplɪlɝn/) è un'azienda globale di tecnologia per l'istruzione online con sede a San Francisco, California. È stato fondato dall'ingegnere indiano Krishna Kumar nel 2010. Attualmente ha uffici in Raleigh, Carolina del Nord e Bangalore, India.
Nel giugno 2018, ha incrociato 1 milione di studenti sulla sua piattaforma da 150 paesi.

## [Storia]
Simplilearn è stata fondata nel 2010 da un imprenditore indiano Krishna Kumar, un alunno dell'Istituto nazionale di tecnologia, Suratkal. Inizialmente, Simplilearn è iniziato come un blog tecnologico. Tuttavia, in seguito è diventato un sito Web di formazione per argomenti relativi alla gestione dei progetti.
Al 2020, il portale di apprendimento dell'azienda fornisce certificazioni online (MOOC) relative a sicurezza informatica, cloud computing, gestione dei progetti, marketing digitale e scienza dei dati.

### Finanziamento
Finora, la società ha raccolto 31 milioni di dollari di capitale da investitori come Innoven Capital, Helion Venture Partner, Kalaari Capital e Mayfield Fund.

## Partenariati strategici
Come azienda, sta collaborando con università in Nord America per fornire programmi di miglioramento delle competenze di base e di metà carriera tramite MOOC.
- Nel giugno 2019, Simplilearn e IBM hanno progettato e lanciato congiuntamente corsi di Intelligenza artificiale e Scienza dei dati.[13]
- Nel novembre 2019, Simplilearn ha collaborato con Purdue University per offrire corsi in intelligenza artificiale e machine learning.[14][15]
- Nel luglio 2020, l'azienda ha stretto una partnership con University of Massachusetts Amherst per fornire soluzioni di formazione online ai suoi studenti e alunni attraverso "University Without Walls".[16]
- Simplilearn- Centro per la tecnologia e l'educazione manageriale (CalTech-CTME) che offre congiuntamente un programma "DevOps Post Graduate", un corso cloud computing.[17]